# Cymophyllus
Cymophyllus Mack. ex Britton & A.Br. é um género botânico pertencente à família Cyperaceae.

## Espécies
- Cymophyllus fraseri
- Cymophyllus fraserianus